# Plantation de Spooners
La plantation de Spooners est une ancienne plantation coloniale de sucre et de coton située à Cayon, sur l'île de Saint-Christophe, à Saint-Christophe-et-Niévès.

## Histoire

### Famille De Brissac
Le terrain a appartenu à un certain Paul De Brissac, huguenot et capitaine français. En 1706, il réclama une compensation à la suite des dommages causés par l'attaque française de 1705 au cours de laquelle il perdit six esclaves, du bétail, des chevaux et subit des dégâts à certains des bâtiments de la plantation, à savoir sa maison et un moulin.
Une carte de 1714 montre que Paul De Brissac était toujours propriétaire des terres situées dans les collines de la région de Cayon qui passa aux mains de John Spooner après sa mort en 1719.

### Famille Spooners
John Spooner, propriétaire des terres, qui fut également solliciteur général et, plus tard, président de l'Assemblée, est mentionné la première fois en septembre 1711 lorsque le gouverneur Walter Hamilton, lui et John Spinney furent chargés de recueillir les dépositions de témoins concernant des plaintes portées contre lui. À la suite de cela, le gouverneur lui attribua des terres, dont celles de De Brissac. Il y eut des conflits d'intérêts entre les anciens propriétaires des terres françaises et les nouveaux arrivants mais, malgré tout, John Spooner fut déclaré propriétaire de ces terres.
Il décéda en 1758 et ses plantations furent transmises à son troisième fils, Charles. En 1772, un ouragan causa énormément de dégâts endommageant gravement le moulin à eau, plusieurs bâtiments, la maison et la récolte.

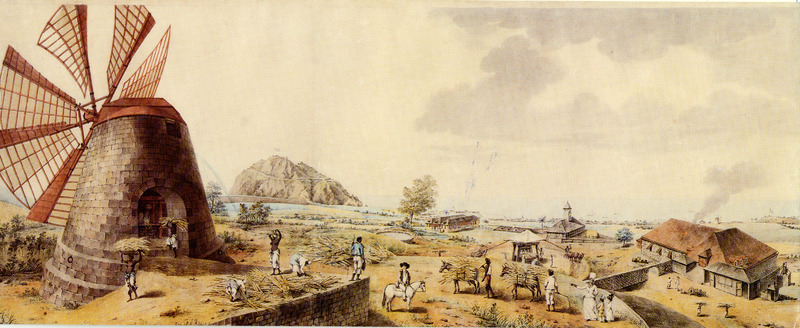
Esclaves au travail dans une plantation sucrière de Saint-Christophe en 1795.

En 1817, William Jordon, responsable des propriétés de Charles Spooner, effectua le retour des esclaves travaillant sur les différents domaines de Spooner. Il en ressort que la totalité des  de 139 esclaves étaient tous engagés dans des tâches de plantation. Il n'y avait pas d'esclaves de maison. Cela signifiait que les dirigeants devaient se prendre en charge ou acheter ou louer des travailleurs esclaves pour les besoins de leur ménage.
Charles a veillé à ce que sa femme Mary et sa belle-sœur reçoivent des rentes de ses successions. Comme il était sans enfant, il a laissé sa succession à de ses domaines à son neveu, Hungerford Spooner. Ce dernier mourut en 1819, ne laissant aucun héritier mâle légitime, de sorte que les domaines échurent à la famille Shaw, apparentés aux Spooners.

### Post-esclavagisme
Plusieurs propriétaires différents se succédèrent après l'abolition de l'esclavage : J.W. Freshfield l'a vendue à John Hopton Forbes, en fiducie pour William Beckford et John Rankin en 1837. Janet Davidson, héritière de John Rankin, la céda en 1844 à William Adam Davidson qui la vendit en 1855 à Nicol Graham, colonel résidant à Jarbruck en Écosse. À sa mort, la propriété revint à son fils, Ivan Cunningham Graham, résidant à Guernesey. En 1862, il en fit part à Francis Wigley et Archibald Paull Burt (le premier juge en chef de l'Australie occidentale). En 1863, la propriété échoua à May Hamilton Laing, qui semble avoir été la petite-fille de Thomas Clarke Trotman, propriétaire des domaines de Bulbeleys, Carmichaels et Valley à la Barbade. En 1872, elle devint la propriété de Robert Baxter Rose qui la vendit en 1876 à Salomon Abraham Wade.

### Famille Wade
Salomon Abraham Wade céda à son tour le domaine Spooners à son fils, Ethelbert, qui le légua à son frère Paget qui transforma l'usine à sucre en usine à coton en 1901. Leur fils, Charles Paget Wade hérita du domaine et des plantations.
En 1938, l'usine de coton fut détruite par un incendie. Elle ne fut pas reconstruite mais remplacée en 1940 par une raffinerie d'égrenage et de pétrole.
La filature de Spooner semble avoir fonctionné jusqu’en 1964 environ, date à laquelle elle n’a plus été reprise dans les comptes de la société. Le domaine Spooner est l’un des domaines acquis par le gouvernement en 1975.